# یاروشوف (ناحیه سویتاوی)
یاروشوف (به چکی: Jarošov) یک منطقهٔ مسکونی در جمهوری چک است که در ناحیه سویتاوی واقع شده‌است. یاروشوف ۵٫۱۲ کیلومتر مربع مساحت و ۱۸۶ نفر جمعیت دارد و ۴۸۲ متر بالاتر از سطح دریا واقع شده‌است.